# Battlefield 3
Battlefield 3 – gra komputerowa z gatunku strzelanek pierwszoosobowych stworzona przez EA Digital Illusions CE i wydana przez Electronic Arts na komputery osobiste oraz konsole PlayStation 3 i Xbox 360. Stanowi ona kontynuację gier Battlefield 1942, Battlefield Vietnam oraz Battlefield 2.
Wersja gry przeznaczona na PC wymaga platformy Origin.

## Rozgrywka
Trzecia część Battlefielda to kontynuacja rozgrywki z poprzednich części serii w różnych trybach jedno- i wieloosobowych. Gracze biorą udział w walkach ukazanych z perspektywy pierwszej osoby, w którym można używać różnych pojazdów – czołgów, transporterów opancerzonych, helikopterów oraz odrzutowców. W wersji na platformę Windows na jednej mapie mogą grać maksymalnie 64 osoby, w przypadku konsol liczba jest zmniejszona do 24. Ważną zmianą w nowej odsłonie Battlefielda jest wprowadzenie systemu destrukcji znanego z serii Bad Company oraz Battlefield 1943 dzięki użyciu Frostbite 2. System zniszczeń został ulepszony w stosunku do poprzedniej wersji silnika. Przykładowe miasta, w których rozgrywa się akcja, to Teheran, Paryż oraz Nowy Jork.

### Kampania dla jednego gracza
W trybie jednoosobowym gracz wciela się w żołnierza elitarnego oddziału amerykańskich marines Henry’ego Blackburna, rosyjskiego agenta GRU Dmitrija „Dimy” Majakowskiego, pilota myśliwca F/A-18F Jennifer Hawkins i czołgistę Jonathana Millera. Rozgrywka odbywa się w kilku krajach Bliskiego Wschodu oraz miastach takich jak Paryż czy Nowy Jork.
Kampania opowiada o żołnierzu, który został uwikłany w aferę atomową związaną z rosyjskimi walizkowymi bombami atomowymi. Jedna z nich wybuchła w Paryżu, a gracz musi udaremnić wybuch drugiej w Nowym Jorku. Całość fabuły jest stylizowana na opowieść Blackburna, który jest przesłuchiwany przez dwóch agentów wojskowego biura śledczego (CIA). Gracz odwiedza Teheran, lasy w Iranie, giełdę finansową w Paryżu, kanały w Nowym Jorku i Iracki Kurdystan.

### Tryb gry wieloosobowej
Tryb dla wielu graczy jest kontynuacją tego, co można znaleźć w poprzednich częściach, tzn. powraca tryb Podbój i obecny w Battlefield: Bad Company 2 tryb Gorączka, tu nazywany Szturmem. Polega on na zdobywaniu pozycji przeciwnika i niszczeniu przekaźników.

#### Klasy postaci
W grze są cztery podstawowe klasy postaci:
- szturmowiec z karabinem szturmowym, defibrylatorem i apteczką, granatnikiem M320 lub podwieszaną strzelbą
- żołnierz wsparcia z ręcznym karabinem maszynowym, skrzynką z amunicją i ładunkiem C4, miną przeciwpiechotną M18A1 Claymore lub moździerzem M224
- technik z subkarabinkiem lub pistoletem maszynowym, wyrzutnią rakiet przeciwpancernych albo przeciwlotniczych i palnikiem do napraw, minami ppanc. M15 lub robotem saperskim
- zwiadowca z karabinem wyborowym i czujnikiem ruchu, dronem MAV albo znacznikiem laserowym SOFLAM i sygnalizatorem, czyli mobilnym punktem odrodzenia

Każda klasa posiada także broń krótką, strzelby i specjalizację. Po zdobyciu kilku poziomów do arsenału dochodzą strzelby i broń PDW m.in. MP7A1. Każda klasa rozwija się oddzielnie tj. jeżeli gramy zwiadowcą, to nie zdobędziemy punktów szturmowca. Tak jak w Battlefield: Bad Company 2 występują odznaczenia, tu są baretki i medale. Baretki zdobywa się będąc aktywnym na placu boju np. reanimując pięciu członków drużyny w jednej rundzie otrzymamy odpowiednią baretkę. Medale zdobywamy albo zdobywając odpowiednią ilość baretek, albo grając daną klasą przez odpowiednią liczbę czasu.
Dodatki do broni zdobywa się używając jej, tzn. po osiągnięciu pewnej ilości zabójstw (np. 10, 175) otrzymamy dodatek. Dodatki dzielimy na amerykańskie i rosyjskie.

#### Pojazdy
Różnorakie typy pojazdów i ich zastosowanie pozwala przejąć władzę na ziemi, w wodzie i w powietrzu. Obie armie, tj. amerykańskie i rosyjskie, posiadają własny odpowiednik danego pojazdu, np. amerykańskim czołgiem jest M1 Abrams, a rosyjskim – T-90A.

## Produkcja gry

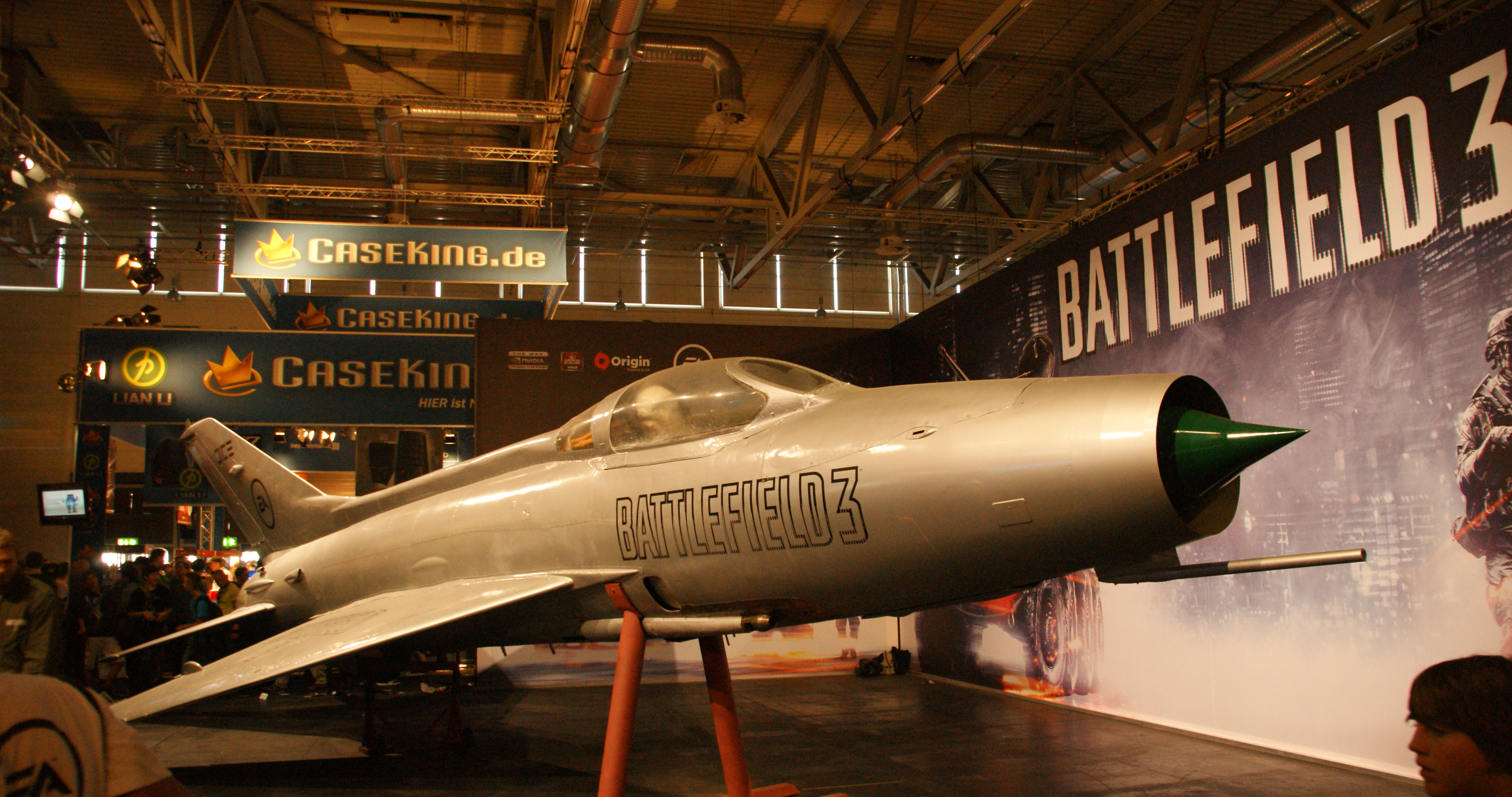
Battlefield 3 na targach Gamescom 2011

Gra Battlefield 3 była tworzona z myślą o wersji na PC i ta wersja gry jest uznawana za pierwszą grę kolejnej, ósmej generacji. Konsolowe wersje gry nie posiadają anty-aliasingu czy opcji uruchomienia gry w wyższych rozdzielczościach. Rozmiary niektórych map zostały ograniczone. Mniejszy jest także limit graczy, którzy mogą brać udział w jednej grze.

### Silnik gry
Trzecia odsłona Battlefield korzysta z silnika Frostbite 2.0 studia EA DICE. Dodatkowo, gra czerpie z bibliotek graficznych DirectX 10, dlatego też nie jest dostępna dla systemów wcześniejszych niż Windows Vista.

### Promocja i sprzedaż
Nowa wersja Battlefielda konkurowała z Call of Duty: Modern Warfare 3. W związku z tym EA przeznaczyło 100 milionów dolarów na kampanię reklamową Battlefielda 3.
EA podało, że gra cieszy się popularnością w zamówieniach przedpremierowych. W maju 2011 roku EA ogłosiło, że na Battlefield 3 przyjęło siedem razy więcej zamówień przedpremierowych niż na grę Battlefield: Bad Company 2.

## DLC

### Powrót do Karkand (Back to Karkand)
Egzemplarze gry zamówione przed premierą otrzymały za darmo dodatek DLC, który zawiera odświeżone wersje czterech map z gry Battlefield 2 przeznaczonych dla gry wieloosobowej. Premiera dodatku na konsolach PlayStation 3 odbyła się 6 grudnia 2011 roku, natomiast premiera dodatku na PC i konsoli Xbox 360 odbyła się 13 grudnia 2011 roku.
Dodatek dodaje dziesięć nowych broni m.in. francuski karabin szturmowy FAMAS i brytyjski karabin snajperski L96. Dodaje także 4 nowe mapy:
- Półwysep Sharqi
- Zatoka Omańska
- Szturm na Karkand
- Wyspa Wake

### Walka w zwarciu (Close Quarters)
Dodatek wprowadza tryb gry wieloosobowej, dziesięć nowych broni w tym m.in. włoską strzelbę SPAS-12, pięć nieśmiertelników do odblokowania oraz nowe mapy:
- Scrapmetal – Złomowisko
- Operation 925 – Operacja 925
- Donya Fortress – Forteca Donia
- Ziba Tower – Wieża Ziba

Premiera dodatku odbyła się 26 czerwca 2012 roku.

### Siły pancerne (Armored Kill)
Dodatek wprowadził cztery nowe rodzaje pojazdów: quady, samobieżną artylerię, lekkie czołgi oraz samolot Lockheed AC-130 oraz cztery rozległe mapy, wśród których znajduje się największa w historii całej serii:
- Bandar Desert – Pustynia Bandar
- Death Valley – Dolina Śmierci
- Alborz Mountain – Góry Elburs
- Armored Shield – Pancerna Tarcza

Premiera dodatku dla użytkowników premium na konsolach PlayStation 3: 4 września 2012 roku. Premiera dodatku dla użytkowników premium na PC i konsoli Xbox 360: 18 września 2012 roku.
Zaś dla zwykłych użytkowników na konsolach Playstation 3: 18 września 2012 roku. Na PC i konsoli Xbox 360 premiera odbyła się 25 września 2012 roku.

### Dogrywka (Aftermath)
Dodatek ten wprowadził trzy nowe pojazdy, nowy typ gry Padlinożerca oparty na podboju, nowe zadania, osiągnięcia i nieśmiertelniki. Została też dodana kusza.
Oraz cztery nowe mapy:
- Epicenter – Epicentrum
- Marakaz Monolith – Monolit Markaz
- Talah Market – Bazar Talah
- Azadi Palace – Pałac Azadi

Premiera dodatku dla użytkowników premium na konsoli PlayStation 3 odbyła się 27 listopada 2012 roku, natomiast dla zwykłych użytkowników 11 grudnia 2012 roku.
Premiera dodatku dla użytkowników premium na PC i konsoli Xbox 360 odbyła się 4 grudnia 2012 roku, a dla zwykłych użytkowników 18 grudnia 2012 roku.

### Decydujące starcie (Endgame)
W ostatnim dodatku zostały dodane cztery nowe mapy oraz dwa nowe typy gry – „Bitwa Powietrzna” i „Przejęcie Flagi”. Oprócz tego zostały dodane nowe zadania i możliwość jazdy motocyklem. Dodatek został wydany w marcu 2013 roku:
- Operation Riverside – Operacja Brzeg Rzeki
- Nebandan Flats – Równina Nebandan
- Kiasar Railroad – Linia Kolejowa Kiasar
- Sabalan Pipeline – Rurociąg Sabalan

## Battlefield 3 Premium
Battlefield 3 Premium to pakiet wszystkich dodatków do gry, które łącznie zawierają 20 map, 20 broni, 4 tryby, ponad 30 zadań, oraz ponad 20 nieśmiertelników do rozgrywek wieloosobowych. Wszystkie DLC dla graczy z wykupionym Premium były udostępniane z dwutygodniowym wyprzedzeniem.

## Ścieżka dźwiękowa
Oficjalna ścieżka dźwiękowa została wydana cyfrowo 24 października 2011 roku. Wszystkie utwory pozostały skomponowane przez Johana Skugge'a i Jukkę Rintamäkiego.
| Nr | Tytuł                      | Czas |
| -- | -------------------------- | ---- |
| 1  | „Battlefield 3 Main Theme” | 1:56 |
| 2  | „Thunder Run”              | 2:51 |
| 3  | „The Red Wire”             | 0:33 |
| 4  | „Solomon's Theme”          | 2:51 |
| 5  | „Spark”                    | 0:43 |
| 6  | „Frostbite”                | 0:49 |
| 7  | „The Death of Vladimir”    | 2:17 |
| 8  | „Fire From the Sky”        | 3:06 |
| 9  | „Kaffarov's Villa”         | 1:05 |
| 10 | „Operation Metro”          | 2:03 |
| 11 | „La Bourse”                | 0:53 |
| 12 | „Tremors”                  | 2:04 |
| 13 | „Choked”                   | 2:15 |
| 14 | „Black Gold”               | 1:23 |
| 15 | „The Great Destroyer”      | 2:22 |
| 16 | „Hunter's Point”           | 0:54 |
| 17 | „Brawl”                    | 0:48 |
| 18 | „Interrogating Blackburn”  | 6:39 |
| 19 | „Battlefield 3 Dark Theme” | 0:32 |

| Nr. | Tytuł               | Czas |
| --- | ------------------- | ---- |
| 1   | „Close Quarters”    | 1:35 |
| 2   | „Point Blank”       | 0:44 |
| 3   | „Epic Tank”         | 2:06 |
| 4   | „Sharp Jet”         | 1:45 |
| 5   | „MMT”               | 2:10 |
| 6   | „Post Apocalypse”   | 1:43 |
| 7   | „Frostbite Pillars” | 2:06 |
| 8   | „Premium Launch”    | 2:02 |
| 9   | „End Game”          | 1:38 |
| 10  | „Signing Off”       | 1:36 |